# Hosahalli, Hangal
Hosahalli là một làng thuộc tehsil Hangal, huyện Haveri, bang Karnataka, Ấn Độ.